# Вонга-Вонге (заповідник)
Заповідник Wonga Wongué є охоронюваною природною територією, визнаною Рамсарським угіддям, яка має статус мисливського заповідника для використання Президентом Республіки Габон. Створений як заповідник дикої природи, а потім перетворений на національний парк, Вонга Вонгуе став президентським заповідником у 1972 році  .
Він охоплює прибережну територію на висотах від 0 до 200 метрів. Паркскладається з рівнин, пагорбів, плато, порізаних численними невеликими прибережними річками та болотами. Фауна парку включає шимпанзе, слонів, буйволів, бегемотів, горил і морських птахів (включаючи білого пелікана).
Незважаючи на свій статус, парк страждає від браконьєрства і незаконної експлуатації його ресурсів (деревина, полювання, рибальство)  .